# Licium
Licium (numera HV Licium) är en ateljé för kyrklig textil och renovationer i Stockholm. Den grundades 1904 av textilkonstnärerna Agnes Branting och Mimmi Lundström-Börjeson och blev 1927 aktiebolag. Efter Mimmi Lundström-Börjesons död drevs den av Agnes Branting ensam och övertog efter hennes död 1930 av textilkonstnären Sofia Widén. Sofia Widén var konstnärlig ledare för Licium fram till 1952.
Licium uppgick 1952 i Handarbetets Vänner (HV Licium).

## Historik
HV Licium nytillverkar, renoverar och konserverar kyrkotextil och konst för kyrkorummet.
HV Liciums ateljé började producera kyrklig textil 1904. Sedan 1952 är det ett dotterbolag i föreningen Handarbetets Vänner (HV). Licium tillverkar och renoverar textilier med hög konstnärlig och hantverksmässig kvalitet.
AB Licium startades 1904 av textilkonstnärerna Agnes Branting och Mimmi Lundström-Börjeson som en ateljé för kyrklig och heraldisk textil konst. Agnes Branting var tidigare direktris vid Handarbetets Vänner 1891–1904, och Mimmi Börjeson var en av HV:s skickligaste brodöser. Dessa två stod officiellt för firman. HV:s tidigare ordförande Anna Wallenberg stödde den nya firman både ekonomiskt och moraliskt. Sofia Gisberg, skulptör, textilkonstnär och lärare vid Tekniska skolan, som också varit verksam hos HV, blev vid sidan av Agnes Branting Liciums första textilkonstnär. Från 1905 hade Licium sin ateljé och försäljning i en stor lägenhet två trappor upp på Birger Jarlsgatan 18 i Stockholm. Agnes Branting ledde verksamheten fram till 1930.
Vid Agnes Brantings död 1930 ärvdes Licium av hennes systerdotter Agnes Geijer. Hon koncentrerade sig på den andra av Agnes Brantings skapelser, konserveringsföreningen Pietas. Agnes Geijer överlät ledningen för Liciums verksamhet till textilkonstnär Sofia Widén, som förblev dess konstnärlige ledare fram till 1952, då Licium slogs samman med Handarbetets Vänner (HV). Under hennes ledning tillkom tusentals kyrkliga textilier. Hon ritade också ett tjugotal damastmönster för kyrkligt bruk som vävdes upp i siden i sidenväveriet Luigi Bevilacqua i Venedig.
Under 1930-talet blev ateljé Licium den främsta uppdragsgivaren åt damastvävaren Carl Widlund. Textilforskaren Elisabeth Thorman, som bland annat hade arbetat vid Handarbetets Vänners skola, förmedlade kontakten och såg till att ett samarbete kom till stånd. Under 1920- och 1930-talen restaurerades många kyrkor och fick i samband med detta ny textil utsmyckning, vilket innebar ökade beställningar för ateljéer och verkstäder inriktade på kyrklig konst. Licium var, tillsammans med Libraria, den stora ateljén för kyrklig textil och stod på en mycket hög konstnärlig nivå. På Licium kände man till de vävnader som Widlund utfört för värmländska kyrkor. Efter 1930 stod Sofia Widén för de flesta mönster och kompositioner som utgick från ateljén. Det var mässhakar, kåpor, antependier, mitror, kyrkhåvar med mera, som levererades på beställning från församlingarna. Även hela inredningar gjordes vid vissa tillfällen, då också mattor och gardiner kunde ingå.
Licium började även åta sig inredningsuppdrag för profana miljöer under 1930-talet. Under samma expansiva skede startade man också tygtryckeri, med handtryckta metervaror komponerade av Susan Gröndahl och Sofia Widén. Liciums samarbete med Carl Widlund blev fast etablerat. I augusti 1934 gjorde Licium en beställning på möbeldamast, en grön linnedamast, som Widlund skulle väva. I januari 1936 fick Widlund fick även en beställning av Licium att väva ett mycket fint möbeltyg i linnedamast, avsett för en matsalsmöbel för Amalienborg. Sofia Widén ritade mönstret till möbeltyget.
Mönsterkomposition och broderi var från början det väsentliga i Liciums arbeten. Mönstren vävdes i sidendamast av Bevilacquas fabrik i Venedig, eftersom sådan tillverkning inte fanns i Sverige. Ett knappt tiotal av Sofia Widéns damastmönster användes i så gott som alla de skrudar som utgick från Licium under 1930- och 1940-talen. Mässhakar eller antependier med Musicerande änglar, det mönster som blev det vanligaste, internt kallat ”Änglaväven”, finns i många kyrkor. Varje år tillverkades 60 mässhakar och 100 antependier. Carl Widlund fick i uppdrag att ”översätta” sidendamastens mönster till linnedamast. Siden och ylle kunde passa både till mässhakar och antependier. Genom sin benägenhet att skrynkla sig var linne inte så lämpligt till mässhakar, utan användes framför allt till antependier. För Licium vävdes ylledamast till skrudar av Widlund och 1939 vävde han för Licium 66 meter ylledamast med druvmönster till en privat beställare. Widlund fick en beställning från Licium på ”Änglaväven” i rödorange och guld. av Den färdiga väven, ”Änglaväven”, levererades i april 1934 och var avsedd till ett antependium för Svenska kyrkan i Riga. Detta antependium ingick först i en stor utställning av svenska konstindustrialster som visades på olika platser i Baltikum. Licium deltog och uppmärksammades i utställningar av textil konst både i Sverige och utomlands åtskilliga gånger.
Några av de konstnärer, som var mest tongivande under första delen av 1900-talet, var Sofia Widén (1900–1961), Elin Pettersson (1892–1979) och Ruth Hallberg (1889–1976). Sofia Widén anställdes på Licium 1923. Före 1931 hade hon komponerat över 80 mässhakar och cirka 100 antependier. Hon ledde Ateljé Licium från 1930 till 1952 då hon flyttade till Stora Tuna. Sofia Widén var en av 1900-talets mest betydelsefulla textilkonstnärinnor inom det kyrkliga området. Elin Pettersson anställdes på Licium 1915. Fram till 1930 utfördes 173 mässhakar och 175 antependier ritade av henne. Hon komponerade sin sista mässhake 1963. Ruth Hallberg arbetade för Licium 1915–1930. Hon var från 1922 överlärare i textil fackteckning vid Tekniska skolan och från 1945 vid Konstfackskolan. Ruth Hallberg utförde flera avancerade uppdrag för Licium. I Liciums samlingar finns drygt 800 målade skisser till mässhakar. Där finns också skisser till antependier, korkåpor, kalkdukar, altardukar med mera.
I mars 1952 skedde sammanslagningen mellan Licium och Handarbetets Vänner, där Edna Martin nyligen tillträtt som chef. Efter sammanslagningen flyttade HV sin försäljning till Liciums lokaler medan ateljéverksamheten flyttades till HV:s hus på Djurgårdsslätten 82–84. Vintern 1963–1964 flyttades den sista delen av verksamheten ut till Djurgården där de fortfarande är verksamma.
Sedan starten har Licium framgångsrikt arbetatför den kyrkliga textilens förnyelse. Bland medarbetarna märks Märta Afzelius, Hans Krondahl och Inga Johansson. Den kyrkliga tillverkningen engagerade flera unga konstnärer, till exempel Marianne Eklund, Barbro Girau, Sten Kauppi och senare Eva Robertsson, Kaisa Melanton, Berta Hansson med flera.
Namnet Licium syftar på en vävknut som binder samman nya trådar i en vävstol med den gamla varpen, det vill säga symboliskt att man knyter an till en gammal tradition med en nytillverkning. Firmans emblem visar en katolsk biskopshatt med snoddar och tofsar ovanför en slända och en vävskyttel. Biskopshatten kan kanske ses som en antydan om inspiration från medeltidens kyrka. Enligt Agnes Geijer uppfann Sofia Gisberg denna ”rebus” och troligen var det hon som tecknade Liciums emblem.